# BSG Motor West Karl-Marx-Stadt

Historisches Logo der BSG Motor West Karl-Marx-Stadt

Die BSG Motor West Karl-Marx-Stadt war eine deutsche Betriebssportgemeinschaft aus Chemnitz.

## Sportlicher Werdegang
Motor West wurde 1945 als SG Chemnitz-West gegründet und begann den Werdegang in der damals zweitklassigen Bezirksliga Chemnitz. Heimstätte war die Westkampfbahn in Chemnitz-Altendorf. 1948 wurde die SG dort Staffelsieger und drang in der Sachsenmeisterschaft bis in das Halbfinale vor, wo sie dem späteren Ostzonenmeister SG Planitz mit 0:3 unterlag. Als 1950 der DDR-Fußball auf die ökonomische Basis der Betriebssportgemeinschaften  (BSG) umgestellt wurde, erfolgte die erste Umbenennung in Nagema Chemnitz. In jährlichen Abständen folgten weitere neue Namen, wie Stahl West Chemnitz, Motor Chemnitz West und ab 1953 Motor West Karl-Marx-Stadt. Diese Bezeichnung wurde bis 1972 beibehalten.
1954 wurde Motor West Meister des Bezirkes Karl-Marx-Stadt und stieg in die DDR-Liga auf. Da ein Jahr darauf die bisher dreigleisige Liga auf eine Staffel reduziert wurde, folgte der sofortige Abstieg in die II. DDR-Liga. 1958 musste die BSG Motor West ihre Mannschaft an den SC Motor Karl-Marx-Stadt  abgeben, in welchem sie kurzzeitig als zweite Mannschaft spielte. Bereits 1959 erfolgte wegen des Abstieges der ersten Mannschaft des SC Motor wieder die Ausgliederung. Die nun wieder in die Bezirksliga zurückgestufte Mannschaft von Motor West hatte immer noch soviel Potential, dass ihr erneut 1960 die Bezirksmeisterschaft und der Aufstieg in die II. DDR-Liga gelang. Nach weiteren zwei Jahren hatte Motor West mit dem Aufstieg in die DDR-Liga wieder den Stand vor der Zwangsfusion mit dem SC Motor Karl-Marx-Stadt erreicht. 1963 kam die Mannschaft mit dem Einzug in das Halbfinale des FDGB-Pokals zu ihrem größten Erfolg ihrer Geschichte und gab sich erst in der Verlängerung mit 2:3 Chemie Zeitz geschlagen. Nach den Ligaplatzierungen 8, 10 und 15 musste 1965 der Abstieg hingenommen werden und es folgte eine lange Periode der Unterklassigkeit mit dem Tiefpunkt des Abstiegs in die Bezirksklasse. Eine Rückkehr in den höherklassigen Fußball gelang Motor West nicht mehr, so dass die BSG 1972 aufgelöst wurde. Teile der BSG traten Motor Ascota Karl-Marx-Stadt bei.

## Statistik
- Teilnahme DDR-Liga: 1954/55, 1962/63 bis 1964/65

## Personen
- Manfred Fuchs
- Kurt Nieher
- Werner Unger
- Ernst Willimowski